# Krakauer Auschwitzprozess

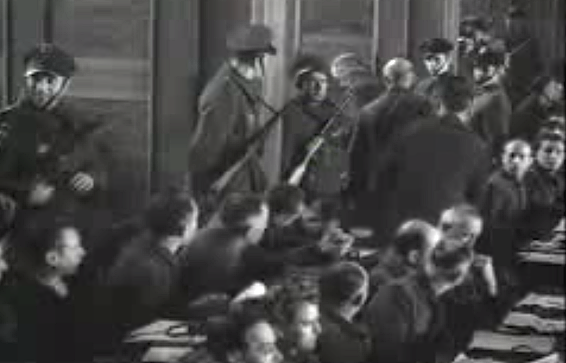
Angeklagte im Krakauer Auschwitzprozess (1947)

Im Krakauer Auschwitzprozess  standen 40 Angeklagte wegen Verbrechen in Auschwitz vor Gericht, darunter der zeitweilige Lagerkommandant Arthur Liebehenschel. Der Prozess fand in Krakau (poln. Kraków), Polen, vor dem Obersten Nationalen Tribunal Polens statt. Er begann am 24. November 1947 und endete am 22. Dezember 1947 mit dem Urteil. Das Verfahren war durch die von Jan Sehn geleitete Krakauer Bezirkskommission zur Untersuchung der deutschen Verbrechen vorbereitet worden. Den Vorsitz im Prozess hatte Richter Alfred Eimer, der im März 1947 den Prozess gegen Rudolf Höß in Warschau geleitet hatte. 23 Angeklagte wurden zum Tode verurteilt (zwei wurden anschließend begnadigt), 16 erhielten Haftstrafen, einer wurde freigesprochen.

## Angeklagte
Mit Arthur Liebehenschel stand einer der drei Kommandanten des Lagers Auschwitz in diesem Verfahren vor Gericht. Er galt im Vergleich zu seinem Vorgänger Rudolf Höß und seinem Nachfolger Richard Baer als gemäßigter, da sich unter seinem Regime die Zustände im Lager gebessert haben sollen und Strafen abschafft wurden. Die weiteren Hauptangeklagten Maximilian Grabner, der berüchtigte Chef der Politischen Abteilung, Lagerführer Hans Aumeier und die Oberaufseherin des Frauenlagers Maria Mandl hingegen galten als Schrecken der Häftlinge; sie konnten unzähliger Morde von eigener Hand überführt werden.
Weitere prominente Angeklagte waren der Chef der Krematorien und Gaskammern Erich Mußfeldt, die Blockführer des Todesblocks 11 mit der Schwarzen Wand, Wilhelm Gehring und Kurt Hugo Müller, die Lager- und Rapportführer Fritz Buntrock, Ludwig Plagge und Otto Lätsch sowie die aufgrund ihrer Brutalität gefürchteten Aufseherinnen Therese Brandl, Alice Orlowski, Luise Danz und Hildegard Lächert, genannt die „blutige Brigitte“.
Der Universitätsprofessor Johann Paul Kremer wurde für die Selektion von fast 50.000 Menschen zur Tötung in den Gaskammern binnen weniger Monate, die er in seinem Tagebuch auch selbst beschrieb, zum Tod am Strang verurteilt, jedoch am Tag der Hinrichtung aufgrund seines Alters zu lebenslanger Haft begnadigt. Sein Kollege Hans Münch hatte sich dem Rampen- und Gaskammerdienst entziehen können und verbuchte positive Zeugenaussagen für sich; er wurde als einziger Angeklagter freigesprochen.
Arthur Breitwieser und Hans Koch waren Sanitätsdienstgrade (SDG) gewesen. Aufgabe der SDG war weniger die medizinische Versorgung der Häftlinge als ihre Tötung. Seit Beginn der massenweisen Vergasung von Menschen im Frühjahr 1942 fiel ihnen die Aufgabe zu, das gebundene Zyklon B in die Öffnungen der jeweiligen Gaskammern zu kippen. Sie waren damit das letzte und tödlichste Glied der langen Kette von Tätern des Holocaust. Gegen Arthur Breitwieser wurde zunächst die Todesstrafe verhängt, zunehmende Zweifel ob seiner Beteiligung an den Vergasungen führten jedoch zur Begnadigung. Hans Koch machte gesundheitliche Probleme während seiner Einsätze geltend und wurde zu lebenslanger Haft verurteilt.
Neben Tätern, die den Häftlingen bekannt geworden waren, fanden sich auch bürokratisch im Hintergrund wirkende Männer auf der Anklagebank wieder, so der Rechnungsführer Richard Schröder, der Waffenmeister Karl Seufert und der Kommandanturspieß Detlef Nebbe.

## Die 40 Urteile im Einzelnen
| Angeklagter          | Funktion                                          | Urteil                                                                  |
| -------------------- | ------------------------------------------------- | ----------------------------------------------------------------------- |
| Arthur Liebehenschel | Lagerkommandant im Stammlager des KZ Auschwitz    | Todesurteil, hingerichtet 24. Januar 1948                               |
| Maria Mandl          | Oberaufseherin                                    | Todesurteil, hingerichtet 24. Januar 1948                               |
| Hans Aumeier         | Schutzhaftlagerführer                             | Todesurteil, hingerichtet 24. Januar 1948                               |
| August Bogusch       | Blockführer                                       | Todesurteil, hingerichtet 24. Januar 1948                               |
| Therese Brandl       | Aufseherin                                        | Todesurteil, hingerichtet 24. Januar 1948                               |
| Fritz Buntrock       | Rapportführer                                     | Todesurteil, hingerichtet 24. Januar 1948                               |
| Wilhelm Gehring      | Blockführer in Block 11                           | Todesurteil, hingerichtet 24. Januar 1948                               |
| Paul Götze           | Blockführer                                       | Todesurteil, hingerichtet 24. Januar 1948                               |
| Maximilian Grabner   | Leiter der Politischen Abteilung                  | Todesurteil, hingerichtet 24. Januar 1948                               |
| Heinrich Josten      | Kommandeur der Wachmannschaft                     | Todesurteil, hingerichtet 24. Januar 1948                               |
| Hermann Kirschner    | Blockführer                                       | Todesurteil, hingerichtet 24. Januar 1948                               |
| Josef Kollmer        | Kommandeur der Wachmannschaft                     | Todesurteil, hingerichtet 24. Januar 1948                               |
| Franz Kraus          | Verwaltungsführer                                 | Todesurteil, hingerichtet 24. Januar 1948                               |
| Otto Lätsch          | Lagerführer Gleiwitz IV                           | Todesurteil, hingerichtet 24. Januar 1948                               |
| Herbert Ludwig       | Blockführer                                       | Todesurteil, hingerichtet 24. Januar 1948                               |
| Karl Möckel          | Chef der Standortverwaltung                       | Todesurteil, hingerichtet 24. Januar 1948                               |
| Kurt Hugo Müller     | Blockführer in Block 11                           | Todesurteil, hingerichtet 24. Januar 1948                               |
| Erich Mußfeldt       | Leiter der Krematorien                            | Todesurteil, hingerichtet 24. Januar 1948                               |
| Ludwig Plagge        | Rapportführer                                     | Todesurteil, hingerichtet 24. Januar 1948                               |
| Hans Schumacher      | Mitglied der Standortverwaltung                   | Todesurteil, hingerichtet 24. Januar 1948                               |
| Paul Szczurek        | Blockführer und Kommandoführer                    | Todesurteil, hingerichtet 24. Januar 1948                               |
| Arthur Breitwieser   | SS-Sanitätsdienstgrad (SDG)                       | Todesurteil, begnadigt zu lebenslanger Haft, Entlassung 18. Januar 1959 |
| Johann Paul Kremer   | Lagerarzt                                         | Todesurteil, begnadigt zu lebenslanger Haft, Entlassung 9. Januar 1958  |
| Luise Danz           | Aufseherin                                        | lebenslange Haftstrafe, Entlassung 20. August 1957                      |
| Hans Koch            | Führer des Desinfektions- und Vergasungskommandos | lebenslange Haftstrafe, verstorben in Haft 14. Juli 1955                |
| Anton Lechner        | Angehöriger der Standortverwaltung                | lebenslange Haftstrafe, Entlassung 1957                                 |
| Adolf Medefind       | stellv. Leiter des Verpflegungsmagazins           | lebenslange Haftstrafe, verstorben in Haft 8. August 1948               |
| Detlef Nebbe         | Spieß der Kommandantur                            | lebenslange Haftstrafe, Entlassung 24. Oktober 1956                     |
| Karl Seufert         | Leiter der Abteilung Waffen und Geräte            | lebenslange Haftstrafe, Entlassung 2. November 1957                     |
| Alexander Bülow      | Blockführer                                       | 15 Jahre Haftstrafe, Entlassung 1956                                    |
| Hans Hoffmann        | Mitglied der Politischen Abteilung                | 15 Jahre Haftstrafe, Entlassung 28. Juli 1956                           |
| Hildegard Lächert    | Aufseherin                                        | 15 Jahre Haftstrafe, Entlassung 1956                                    |
| Eduard Lorenz        | stellvertretender Leiter der Fahrbereitschaft     | 15 Jahre Haftstrafe, Entlassung 8. Dezember 1955                        |
| Alice Orlowski       | Aufseherin                                        | 15 Jahre Haftstrafe, Entlassung 19. Dezember 1956                       |
| Franz Romeikat       | Mitglied der Standortverwaltung                   | 15 Jahre Haftstrafe, Entlassung 25. Juni 1956                           |
| Johannes Weber       | Leiter von Häftlingsküchen                        | 15 Jahre Haftstrafe, verstorben in Haft 11. Oktober 1949                |
| Richard Schröder     | Rechnungsführer der Standortverwaltung            | 10 Jahre Haftstrafe, Entlassung 1953                                    |
| Erich Dinges         | Mitglied der Fahrbereitschaft                     | 5 Jahre Haftstrafe, Entlassung 1953                                     |
| Karl Jeschke         | Wachmann                                          | 3 Jahre Haftstrafe, Entlassung 18. April 1950                           |
| Hans Münch           | Lagerarzt                                         | Freispruch                                                              |

## Schicksal der Verurteilten
Von den 23 Todesurteilen wurden 21 vollstreckt. Die Hinrichtungen wurden am 24. Januar 1948 im Krakauer Gefängnis Montelupich durch Erhängen vollzogen. Zwei Todesurteile wurden in lebenslange Haftstrafen umgewandelt.
Vier der Inhaftierten starben während ihres Gefängnisaufenthalts, aller Wahrscheinlichkeit nach an Tuberkulose. Die anderen zu Haftstrafen verurteilten bzw. begnadigten SS-Leute wurden spätestens 1959 entlassen und nach Westdeutschland abgeschoben, wo sie mitunter erneut gerichtlich belangt wurden.

## Bedeutung
Der Krakauer Auschwitzprozess gilt als der erste Auschwitzprozess. Allerdings waren schon beim ersten Bergen-Belsen-Prozess (17. September bis 17. November 1945 in Lüneburg) Verbrechen im KZ Auschwitz angeklagt worden, da einige der Angeklagten vor ihrem Einsatz im KZ Bergen-Belsen im KZ Auschwitz tätig gewesen waren.
Der Krakauer Auschwitzprozess diente als Vorbild für zahlreiche ähnliche Verfahren gegen hunderte ehemalige SS-Angehörige, die in den ersten Nachkriegsjahren in Polen, vornehmlich in Krakau und Wadowice, stattfanden. Die Ergebnisse dieser Verfahren wurden später von der Zentralen Stelle der Landesjustizverwaltungen zur Aufklärung nationalsozialistischer Verbrechen in der Bundesrepublik Deutschland ausgewertet und für den ersten Frankfurter Auschwitzprozess (1963–1965) verwendet.